# Ганджина (район Рудаки)
Ганджина (тадж. Ганҷина; до 2008 года — Шурманка) — село в районе Рудаки Республики Таджикистан. Входит в состав джамоата (сельской общины) Эсанбой района Рудаки.
Находится на расстоянии 30 км от райцентра (пгт. Сомониён) и 30 км от центра общины (село Эсанбой).
Население — 811 чел. (2017).